# 鄧莫 (肯塔基州)
鄧莫（英語：Dunmor）是位於美國肯塔基州洛根縣和穆倫貝爾格縣的一個人口普查指定地區。

## 人口
根據2020年美國人口普查的數據，鄧莫的面積為6.76平方千米，當中陸地面積為6.72平方千米，而水域面積為0.04平方千米。當地共有人口322人，而人口密度為每平方千米47.63人。